# Johann Ludwig Quandt
Pour les articles homonymes, voir Quandt.
Johan Ludwig Quandt (né le 22 septembre 1801 à Stettin, Poméranie et mort le 7 juillet 1871 à Persanzig près de Neustettin, Poméranie) est un surintendant et historien prussien.

## Biographie
L'ecclésiastique évangélique Johann Ludwig Quandt est un orateur de chaire bien connu à son époque. Il est issu d'une vieille famille bourgeoise de Königsberg et est un descendant de l' aumônier de la cour de Königsberg Johann Jakob Quandt (de). Fils d'un sous-officier prussien, il étudie notamment à l'école de la ville de Greifenhagen jusqu'à l'âge de 14 ans, puis le lycée unifié royal et de la ville de Stettin. À partir de 1820, il étudie la théologie à l'université Frédéric-Guillaume de Berlin, où il passe son premier examen en décembre 1823 et le second en avril 1824.
Le 5 juillet 1824, il est ordonné et obtient un poste de pasteur à Hasenfier, synode de Ratzebuhr (Poméranie ultérieure). À la même époque, il se marie en juillet 1824 avec Charlotte Luise Stoltenburg (morte en 16 mars 1856 à Persanzig), fille d'un brasseur et distillateur du Bas-Wiek à Stettin. C'est une femme très cultivée qui soutient son mari dans ses recherches scientifiques.
En 1836, Quandt est nommé surintendant à Rügenwalde (Poméranie ultérieure) et pasteur de l'église Sainte-Marie de cette ville (de). En 1849, il est transféré à Persanzig, où il a quatre églises à desservir et dix écoles à superviser en tant que surintendant.
En parallèle, il exerce une activité d'historien, principalement dans le domaine de l'histoire de la Poméranie. Ses principales publications sont ses contributions aux Baltische Studien. Il est nommé coéditeur de volumes supplémentaires à l'ouvrage Geschichte des Geschlechts von Kleist, commencé par Gustav Kratz,. Jusqu'à la fin de sa vie, il dirige la conférence luthérienne de Köslin.
Quandt décède début juillet 1871 d'une maladie cardiaque. Quandt a huit filles, dont cinq seulement survivent à leur père. L'une de ses filles est l'écrivaine Clara Quandt (de) (1841-1919).

## Publications (sélection)
- Über die Verluste der Pommerschen Küste an die Ostsee. In: Baltische Studien, Volume 4, Heft 2, Stettin 1835, p. 1–7 (Online, Google).
- Chronologische Bemerkungen und Berichtigungen zu pommerschen Urkunden: In: Baltische Studien, Volume 10, Heft 1, Stettin 1844, p. 139–178 (Online, Google).
- Bischof Ottos erste Reise in Pommern. Localitäten. Chronologie. In: Baltische Studien, Volume 10, Heft 2, Stettin 1844, p. 121–136 (Online, Google).
- Waldemars und Knuts Heerzüge im Wendenlande. Chronologie und Localitäten. In: Baltische Studien, Volume 10, Heft 2, p. 137–182 (Online, Google).
- Die Gränzen des Landes Massow im Jahr 1269. Lage der Schlösser Pezik und Camenz. Dreger 182.440. In: Baltische Studien, Volume 10, Heft 2, Stettin 1844, p. 163–172 (Online, Google).
- Nachtrag zu den chronologischen Bemerkungen in den Baltischen Studien X, H. 1, S. 138 ff. In: Baltische Studien, Volume 10, Heft 2, p. 173–174 (Online, Google).
- Die Landestheilungen in Pommern. In: Baltische Studien, Volume 11, Heft 2, Stettin 1845, p. 118–142 (Online, Google).
- Stettin als Burstaborg und Sczecino. In: Baltische Studien, Volume 12, Heft 2, Stettin 1846, p. 185–195 (Online, Google).
- Das Land an der Netze nebst der Neumark, wie sie von Pommern besessen und verloren wurden. In: Baltische Studien, Volume 15, Heft 1, Stettin 1853, p. 165–204 (Online, Google).
- Pommerns Ostgränzen. In: Baltische Studien, Volume 15, Heft 1, Stettin 1853, p. 204–223 (Online, Google).
- Ostpommern, seine Fürsten, fürstlichen Landeshteilungen und Districte. In: Baltische Studien, Volume 16, Heft 1, Stettin 1856, p. 97–156 (Online, Google) und Band 16, Heft 2, Stettin 1857, S. 41–72 (Online, Google).
- Zur Urgeschichte der Pomoranen. In: Baltische Studien, Volume 22, Stettin 1868, p. 121–213 (Online, Google).
- Die Liutizen und Obdriten. In: Baltische Studien, Volume 22, Stettin  1868, p. 214–347 (Online, Google).
- Stettin zur wendischen Zeit. In: Baltische Studien, Volume 23, Stettin 1869, p. 116–142 (Online, Google).
- Colberg und Altstadt zur wendischen Zeit. In: Baltische Studien, Volume 23, Stettin 1869, p. 143–158 (Online, Google).
- Herkunft der baltischen Wenden: In: Baltische Studien, Volume 24, Stettin 1872, p. 1–64 (Digitalisat).